# Paulo Dias Novaes

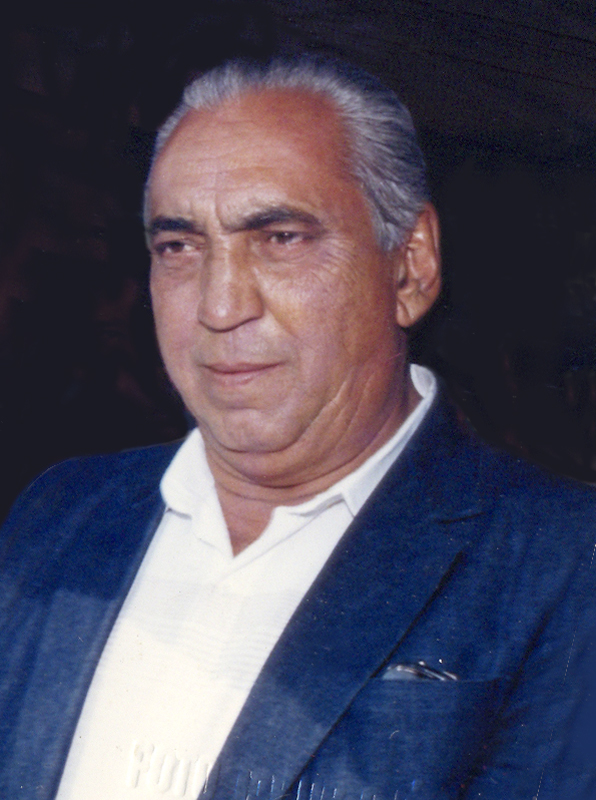
Década de 80

Paulo Dias Novaes (Avaré, 11 de novembro de 1928 — Avaré, 15 de agosto de 2007 ), filho de José de Araujo Novaes (Juca) e Judith Dias Baptista Novaes, foi um político brasileiro.
Conhecido como Doutor Paulinho, médico, formado no Rio de Janeiro. Casou-se com Maria Margarida Piedade Novaes com quem teve oito filhos, sendo que o segundo filho, Paulo Dias Novaes Filho, foi prefeito de Avaré (2013-2016).
Foi vereador diversas vezes, cinco legislaturas, vice-prefeito e prefeito de Avaré de 1983 a 1988, foi superintendente do IAMSPE. Sua gestão como prefeito foi marcada por diversas obras sociais, como a construção da cozinha piloto, praças e escolas; culturais, como a Fampop e a Feira das Nações; e estruturais, como a construção da rodoviária e da Avenida Misael Eufrásio Leal, dentre outras.
Foi o vereador mais votado proporcionalmente de toda a história de Avaré, eleito em 1968 com 1.906 votos que correspondia a um sexto do eleitorado avareense (11.157 eleitores).
Foi deputado federal de 1992 a 1994, quando presidiu a CPI da Previdência Social, na qual foi descoberto um rombo bilionário no INSS do Rio de Janeiro.